# The Arockalypse
Albums de Lordi
The Monster Show
(2005) Deadache
(2008)
The Arockalypse est le troisième album studio du groupe finlandais de hard rock Lordi, sorti en mars 2006. Il comporte entre autres Hard Rock Hallelujah, le morceau qui a valu au groupe de gagner le Concours Eurovision de la chanson 2006.

## Liste des titres
| 1.  | SCG3 Special Report (avec Dee Snider en "porte-parole de l'équipe des monstres") | 3:46 |
| 2.  | Bringing Back The Balls to Rock                                                  | 3:31 |
| 3.  | The Deadite Girls Gone Wild                                                      | 3:45 |
| 4.  | The Kids Who Wanna Play With the Dead                                            | 4:07 |
| 5.  | It Snows In Hell (avec Bruce Kulick)                                             | 3:37 |
| 6.  | Who's Your Daddy?                                                                | 3:38 |
| 7.  | Hard Rock Hallelujah                                                             | 4:07 |
| 8.  | They Only Come Out at Night (avec Udo Dirkschneider)                             | 3:39 |
| 9.  | The Chainsaw Buffet (avec Jay Jay French)                                        | 3:47 |
| 10. | Good to Be Bad                                                                   | 3:30 |
| 11. | The Night of the Loving Dead                                                     | 3:08 |
| 12. | Supermonstars (The Anthem of the Phantoms)                                       | 4:04 |

Une version limitée de l'album est sortie comprenant 3 chansons supplémentaires:
| 1. | Would You Love A Monsterman (2006) | 3:03 |
| 2. | Mr. Killjoy                        | 3:24 |
| 3. | EviLove                            | 3:59 |

## Simples extraits
- Hard Rock Hallelujah
- It Snows In Hell
- Who's Your Daddy?
- They Only Come Out at Night

## Classements
| Année | Information                                     | Classement des ventes | Classement des ventes | Classement des ventes | Classement des ventes | Classement des ventes | Classement des ventes | Classement des ventes |
| Année | Information                                     | France                | Finlande              | Suède                 | Norvège               | Danemark              | Suisse                | Belgique              |
| ----- | ----------------------------------------------- | --------------------- | --------------------- | --------------------- | --------------------- | --------------------- | --------------------- | --------------------- |
| 2006  | The Arockalypse - Date de sortie : 10 mars 2006 | 98                    | 1                     | 1                     | 21                    | 16                    | 8                     | 13                    |